# King Faisal Babies
King Faisal Babies é um clube de futebol de Gana. Disputou a primeira divisão pela última vez em 2013/14.

## Treinadores
- Hans-Dieter Schmidt (July 1, 2003–June 30, 2004)
- Steven Polack (Jan 1, 2007–Dec 31, 2009)
- Zdravko Logarušić (July 1, 2009–June 30, 2010)
- Miroslav Buljan (April 29, 2011–June 30, 2011)
- Stephen Agburi (????–Nov 17, 2012)
- Mallam Yahaya (Nov 17, 2012– Dec 31, 2013)
- Dorian Marin (Jan 1, 2014 - atualmente)[1]